# La Puerta (Teksas)
La Puerta je naseljeno mjesto za statističke potrebe u američkoj saveznoj državi Teksas. Prema popisu stanovništva iz 2010. u njemu je živjelo 632 stanovnika.